# 노포사송로
노포사송로(Noposasong-ro, 부산광역시도 제6102호선과 지방도 제1077호선의 일부)는 부산광역시 금정구 노포동 노포삼거리와 경상남도 양산시 남부동 7번 교차로를 잇는 도로이다. 부산광역시 구간은 부산광역시도 제6102호선으로 지정되어 있으며, 경상남도 양산시 구간의 대부분은 지방도 제1077호선이 지난다. 일부 표지판이나 지도에서는 노포사송로 전체가 지방도 제1077호선으로 안내하고 있으나 이는 잘못된 것이다. 이전에는 노포로였으나 도로명 주소 정비로 인해 노포사송로로 변경되었다. 노포사송로라는 명칭은 노포동과 동면의 사송리에서 따온 것이다. 청운로와 직결된다.

## 연혁
- 2007년 6월 13일 : 노선 번호를 부산광역시도 제6108호선에서 부산광역시도 제6102호선으로 변경[1]
- 2009년 7월 10일 : 2개 이상 시·도에 걸쳐 있는 도로로 노포로를 고시[2]
- 2012년 11월 28일 : 노선명을 노포로에서 노포사송로로 변경[3]

## 주요 경유지
부산광역시
- 금정구 (청룡노포동)

경상남도
- 양산시
  - 동면 - 남부동

## 노선
- 연한 주황색(■): 지방도 제1077호선 중복 구간

| 이름                      | 접속 노선                                     | 소재지                            | 소재지                         | 비고 |
| ------------------------- | --------------------------------------------- | --------------------------------- | ------------------------------ | ---- |
| 노포삼거리                | 국도 제7호선 부산광역시도 제61호선 (중앙대로) | 부산광역시                        | 금정구                         |      |
| 지경고개                  |                                               | 부산광역시                        | 금정구                         |      |
|                           | 양산시                                        | 동면                              |                                |      |
| 사송육교                  | 양산시                                        | 동면                              | 지방도 제1077호선 (여락송정로) |      |
| 사송교                    | 양산시                                        | 동면                              | 내송로                         |      |
| 내송2교 내송교            | 양산시                                        | 동면                              |                                |      |
| 내송삼거리                | 양산시                                        | 동면                              | 내송로 목장길                  |      |
| 다방교앞사거리            | 양산시                                        | 지방도 제1077호선 (중앙로) 계석로 | 중앙동                         |      |
| 7번 교차로 (다방지하차도) | 양산시                                        | 국도 제35호선 (양산대로) 청운로   | 중앙동                         |      |
| 청운로와 직결             |                                               |                                   |                                |      |